# Coatit
Крейсер «Коатіт» (італ. Coatit) — торпедний крейсер типу «Агордат» Королівських ВМС Італії кінця XIX століття; 

## Історія створення
Крейсер «Коатіт» був закладений 5 квітня 1897 року на верфі «Regio Cantiere di Castellammare di Stabia» у місті Кастелламмаре-ді-Стабія. Свою назву отримав на честь битви під Коатітом в Еритреї. 
Спущений на воду 15 листопада 1899 року, вступив у стрій 1 жовтня 1900 року.

## Історія служби
Після вступу у стрій крейсер «Коатіт» декілька років ніс службу в Червоному морі та біля берегів Східної Африки, де, зокрема, брав участь у заходах проти піратства.
У 1908 році, після землетрусу в Мессіні крейсер доставив у зону лиха міністра П'єтро Бертоліні (італ. Pietro Bertolini), який прибув туди для оцінки завданих збитків.
У 1910 році крейсер вирушив до Леванту.

### Італійсько-турецька війна
Під час італійсько-турецької війни крейсер «Коатіт» брав активну участь у бойових діях. 
На першому етапі війни він брав участь в обстрілах ворожих позицій в Триполітанії, потім брав участь в операціях біля Родосу.
У вересні 1911 року разом з іншими кораблями італійського флоту брав участь у морській блокаді Триполі.
У квітні 1912 року крейсер брав участь в обстрілі турецьких укріплень в Дарданеллах.
У травні брав участь в окупації Родосу.
Після закінчення бойових дій у 1913 році перебував у Східному Середземномор'ї,  а з жовтня 1913 року - в Киренаїці.

### Перша світова війна та подальша служба
4 червня 1914 року «Коатіт» був перекласифікований в крейсер-скаут (італ. esploratore). 
Під час Першої світової війни «Коатіт» брав участь у патрулюванні Адріатичного та Іонічного морів. 
У травні та серпні 1918 року він залучався до протичовнової оборони в Туніській протоці.
У 1919 році «Коатіт» був перекласифікований на мінний загороджувач. На ньому були встановлені дві 120-мм гармати «QF 4.7 in Mk. I-IV» та вісім 76-мм гармат «76/40 Mod. 1916 R.M». Також була демонтована одна щогла.
11 червня 1920 року корабель був виключений зі списків флоту та відправлений на злам.